# Église Sainte-Élisabeth de Lyon
Pour les articles homonymes, voir Église Sainte-Élisabeth.
L'église Sainte-Élisabeth est une église du XXe siècle située à l'intersection de la rue Hénon et de la rue Philippe-de-Lassalle dans le 4e arrondissement de Lyon.

## Présentation

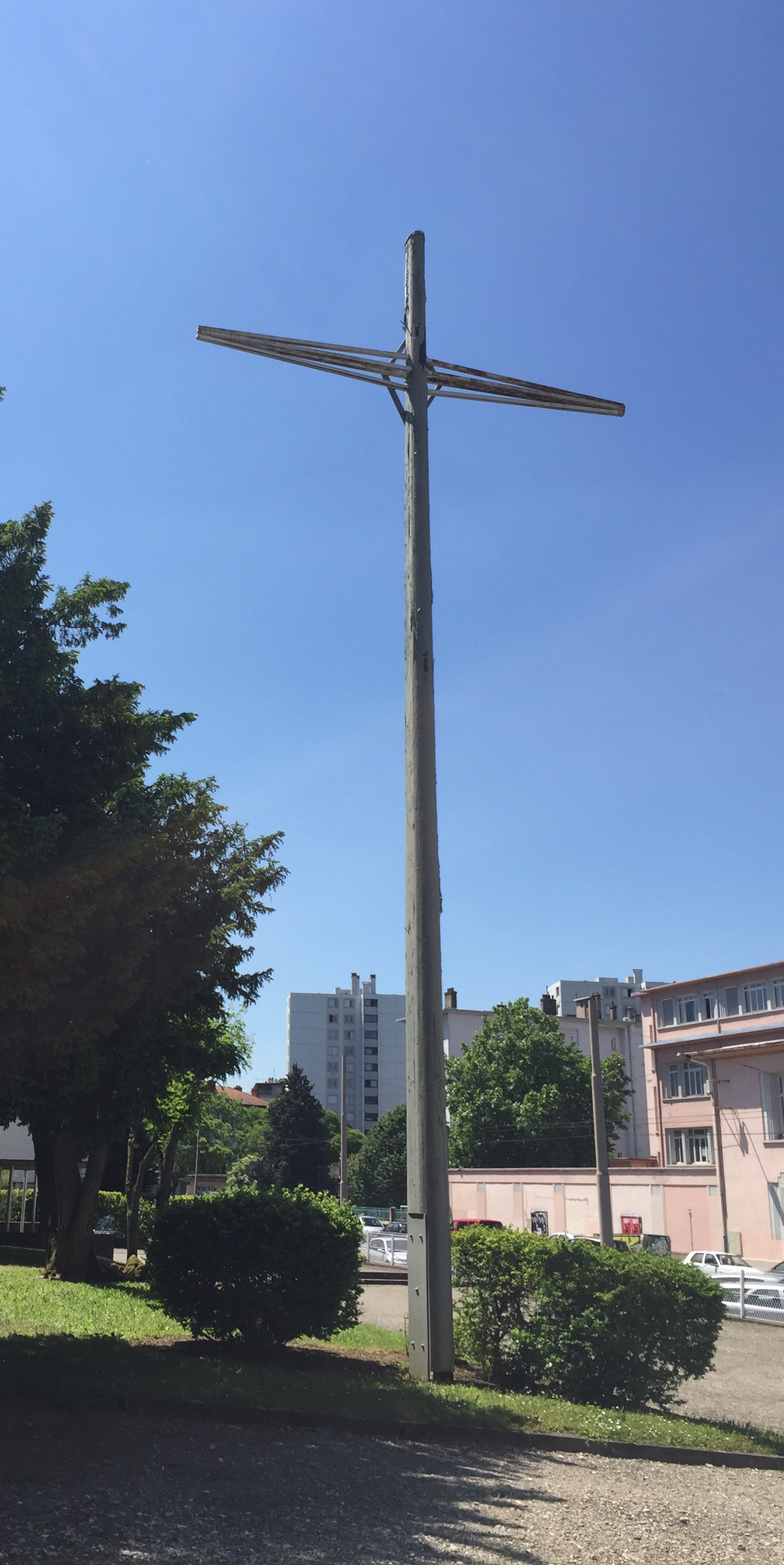
La croix à l'extérieur de l'église.

L'édifice a été inauguré le 13 octobre 1963 et est dédié à Élisabeth de Hongrie. Ses architectes sont Daniel Genevois, Roger Mermet et Marcel Sabattier.
Il consiste en un bâtiment rectangulaire dont la vocation religieuse n'est que peu identifiable en dehors de deux signes visibles : l'inscription « Église Sainte-Élisabeth » sur le fronton et la grande croix plantée à proximité immédiate.